# Nesogobius greeni
Nesogobius greeni är en fiskart som beskrevs av Douglass Fielding Hoese och Helen K. Larson 2006. Nesogobius greeni ingår i släktet Nesogobius och familjen smörbultsfiskar. Inga underarter finns listade i Catalogue of Life.